# Witbrauwlijstergaai
De witbrauwlijstergaai (Garrulax canorus) is een zangvogel uit de familie Leiothrichidae.

## Verspreiding en leefgebied
Deze soort komt voor in oostelijk Azë en telt twee ondersoorten:
- G. c. canorus: van zuidoostelijk China tot noordelijk Laos en centraal Vietnam.
- G. c. owstoni: Hainan (nabij zuidoostelijk China).

## Status
De grootte van de populatie is niet gekwantificeerd maar de soort wordt omschreven als vrij algemeen. Op de Rode lijst van de IUCN heeft deze soort de status niet bedreigd.